# セルマ・スクーンメイカー
セルマ・スクーンメイカー（Thelma Schoonmaker, 1940年1月3日 - ）は、アメリカ合衆国の編集技師。アメリカ映画編集者協会会員である。

## 人物
スタンダード・オイル社に勤務していた父親の赴任先であるアルジェで誕生した。一家でオランダ領アルバ島で暮らしていたこともある。
1984年にマイケル・パウエルと結婚（1990年に死去）。
アカデミー編集賞には8度ノミネートされ、3度受賞。全てマーティン・スコセッシ監督作品である。

## フィルモグラフィ
- Passages from James Joyce's Finnegans Wake (1966)
- ドアをノックするのは誰? I Call First (1967)
- The Virgin President (1969)
- ウッドストック/愛と平和と音楽の三日間 Woodstock (1970)
- Street Scenes (1970)
- レイジング・ブル Raging Bull (1980)
- ROCK SHOW Rockshow (1980)
- キング・オブ・コメディ The King of Comedy (1983)
- アフター・アワーズ After Hours (1985)
- ハスラー2 The Color of Money (1986)
- Bad (1987)
- 最後の誘惑 The Last Temptation of Christ (1988)
- ニューヨーク・ストーリー「ライフ・レッスン」 New York Stories "Life Lessons" (1989)
- Made in Milan (1990)
- グッドフェローズ Goodfellas (1990)
- ケープ・フィアー Cape Fear (1991)
- エイジ・オブ・イノセンス/汚れなき情事 The Age of Innocence (1993)
- カジノ Casino (1995)
- グレイス・オブ・マイ・ハート Grace of My Heart (1996)
- クンドゥン Kundun (1997)
- マーティン・スコセッシ 私のイタリア映画旅行 Il mio viaggio in Italia (1999)
- 救命士 Bringing Out the Dead (1999)
- ギャング・オブ・ニューヨーク Gangs of New York (2002)
- アビエイター The Aviator (2004)
- ディパーテッド The Departed (2006)
- The Key to Reserva (2007)
- シャッター アイランド Shutter Island (2010)
- ヒューゴの不思議な発明 Hugo (2011)
- ウルフ・オブ・ウォールストリート The Wolf of Wall Street (2013)
- 沈黙 -サイレンス- Silence (2016)
- スノーマン 雪闇の殺人鬼 The Snowman (2017)
- アイリッシュマン The Irishman (2019)
- キラーズ・オブ・ザ・フラワームーン Killers of the Flower Moon (2023)

## 受賞歴
アカデミー賞
- ノミネート：編集賞 - 1970年『ウッドストック/愛と平和と音楽の三日間』
- 受賞：編集賞 - 1980年『レイジング・ブル』
- ノミネート：編集賞 - 1990年『グッドフェローズ』
- ノミネート：編集賞 - 2002年『ギャング・オブ・ニューヨーク』
- 受賞：編集賞 - 2004年『アビエイター』
- 受賞：編集賞 - 2006年『ディパーテッド』
- ノミネート：編集賞 - 2011年『ヒューゴの不思議な発明』
- ノミネート：編集賞 - 2019年『アイリッシュマン』
- ノミネート：編集賞 - 2023年『キラーズ・オブ・ザ・フラワームーン』

アメリカ映画編集者協会賞
- 受賞：長編映画編集賞 - 1980年『レイジング・ブル』
- ノミネート：長編映画編集賞 - 1990年『グッドフェローズ』
- ノミネート：長編映画編集賞 - 1995年『カジノ』
- 受賞：長編映画編集賞 (ドラマ部門) - 2002年『ギャング・オブ・ニューヨーク』
- 受賞：長編映画編集賞 (ドラマ部門) - 2004年『アビエイター』
- 受賞：長編映画編集賞 (ドラマ部門) - 2006年『ディパーテッド』

英国アカデミー賞
- 受賞：編集賞 - 1981年『レイジング・ブル』
- ノミネート：編集賞 - 1983年『キング・オブ・コメディ』
- 受賞：編集賞 - 1990年『グッドフェローズ』
- ノミネート：編集賞 - 1992年『ケープ・フィアー』
- ノミネート：編集賞 - 2002年『ギャング・オブ・ニューヨーク』
- ノミネート：編集賞 - 2004年『アビエイター』
- ノミネート：編集賞 - 2006年『ディパーテッド』
- ノミネート：編集賞 - 2011年『ヒューゴ』
- ノミネート：編集賞 - 2013年『ウルフ・オブ・ウォールストリート』
- ノミネート：編集賞 - 2019年『アイリッシュマン』
- ノミネート：編集賞 - 2023年『キラーズ・オブ・ザ・フラワームーン』

オンライン映画批評家協会賞
- ノミネート：編集賞 - 2004年『アビエイター』
- ノミネート：編集賞 - 2006年『ディパーテッド』

サテライト賞
- 受賞：編集賞 - 2002年『ギャング・オブ・ニューヨーク』
- ノミネート：編集賞 - 2004年『アビエイター』

フェニックス映画批評家協会賞
- 受賞：編集賞 - 2006年『ディパーテッド』

ラスベガス映画批評家協会賞
- 受賞：編集賞 - 2004年『アビエイター』
- 受賞：編集賞 - 2006年『ディパーテッド』